# Estelle (artist)
Estelle Fanta Swaray, född 18 januari 1980 i London, mer känd som bara Estelle, är en engelsk sångare med senegalesisk och grenadisk bakgrund.

## Karriär
Estelle har släppt fyra studioalbum mellan år 2004 och 2016. Hennes mest framgångsrika album är Shine som gavs ut den 28 mars 2008. Från albumet kommer hennes kändaste låt, albumets andra singel "American Boy". Låten som hon framför tillsammans med Kanye West blev en hit över hela världen. Låtens officiella musikvideo har fler än 57 miljoner visningar på Youtube i mars 2017. Hon har spelat in låtar med mängder av kända artister som will.i.am, Cee Lo Green, Sean Paul, Kardinal Offishall, Nas, Rick Ross, David Guetta, Robin Thicke, Busta Rhymes, Gym Class Heroes, Faithless, Ben Watt och Blak Twang.
Estelle har även gjort den engelska rösten till Garnet i serien Steven Universe på Cartoon Network. 

## Diskografi

### Album
- 2004 - The 18th Day
- 2008 - Shine
- 2012 - All of Me
- 2015 - True Romance